# Urs Küry
Urs Küry (Lucerna, 6 maggio 1901 – Basilea, 3 novembre 1976) è stato un vescovo vetero-cattolico svizzero.

## Biografia
Come suo padre studiò Teologia vetero-cattolica al Gymnasium di Basilea e all'Università di Berna. Dopo un anno alla Sorbona (conseguì il dottorato di ricerca nel 1929) Küry fu ordinato sacerdote nel 1924 e prestò servizio come Vicario a Basilea, divenendo nel 1928 parroco di Ginevra, tra il 1930 e il 1938, parroco di Sant'Elisabetta a Zurigo e infine parroco di Olten tra il 1938 e il 1955.
Nel 1955 fu eletto e consacrato vescovo, come successore di suo padre. In questa funzione fu segretario della Conferenza episcopale vetero-cattolica internazionale dell'Unione di Utrecht, e tra il 1938 e il 1957 fu segretario dei Congressi vetero-cattolici internazionali. Presso l'Università di Berna, lavorò come professore di Teologia sistematica e di Teologia Pastorale presso la Facoltà teologica cattolica cristiana. Sulla scena internazionale, fu cofondatore nel 1950 delle Conferenze teologiche vetero-cattoliche internazionale e nel 1948 fu Delegato della sua chiesa alla riunione costituente del Consiglio Ecumenico delle Chiese ad Amsterdam. Con l'arcivescovo di Utrecht Andreas Rinkel, promosse la spinta ecumenica del Vetero-cattolicesimo. Nel 1972 si dimise dall'incarico di vescovo.
Il 26 maggio 1963 ordinò sacerdote Fritz-René Müller, che nel 2002 divenne vescovo.

## Collegamenti
- Vetero-cattolicesimo